# Jean-Marie Minot
Pour les articles homonymes, voir Minot.
Jean-Marie Minot, né le 28 juin 1943 à Douai, est un historien et archéologue industriel reconnu de la mémoire du Bassin minier du Nord-Pas-de-Calais.

## Biographie

### Jeunesse et études
Jean-Marie Minot réside jusqu’au début des années soixante-dix dans la commune de Waziers, siège d’une importante activité industrielle au coeur du bassin minier du Nord-Pas-de-Calais, notamment avec ses fosses Gayant et Notre-Dame. Fréquentant quotidiennement des sites exploités par les Houillères du Bassin du Nord et du Pas-de-Calais (HBNPC), Jean-Marie Minot devient familier des locomotives tractant les trains de charbon. Il dessine chevalements et locomotives dès l’âge de cinq ans. Il se lance dans la photographie à douze ans. Ayant obtenu son diplôme de dessinateur industriel, il entre alors dans la vie active.

### Carrière
Il travaille successivement chez Breguet, Arbel, Poclain, puis en Belgique. Il prend ensuite la direction des Ateliers de Billy à Billy-Montigny, puis termine sa carrière chez Famacom à Anzin.

### L'archéologue industriel
L'archéologie industrielle est une discipline centrée sur l’étude des vestiges matériels du patrimoine industriel. Depuis l'enfance Jean-Marie Minot est attiré par la mine et les chemins de fer, la fosse Gayant devenant l’épicentre de cette passion. Sans le savoir, il va se spécialiser aussi bien pour l’archéologie industrielle minière que pour l’archéologie ferroviaire, disciplines qui ne connaîtront un certain développement qu’à partir des années 1970 grâce à de multiples travaux d'inventaires.
Jean-Marie Minot va sauvegarder par la photographie les sites miniers du Nord—Pas-de-Calais telles que les fosses Notre-Dame, Dechy, Déjardin, Saint-René et 5 de l’Escarpelle, mais aussi de la Lorraine, des Cévennes, de la Belgique et de la Ruhr. La sauvegarde par l’image va de pair avec de nombreuses visites, tant au jour qu’au fond, que Jean-Marie Minot effectue dans les dernières mines européennes encore en activité. Il va aussi préserver une masse considérable de documents, partageant ses connaissances avec d’autres passionnés tels Pierre-Christian Guiollard et Patrick Etiévant. Prenant appui sur les documents ainsi collectés, il est auteur de livres et d'articles,. Il est consulté pour des travaux de recherche sur la mine et le chemin de fer. Il est sollicité pour apporter des précisions à divers ouvrages comme l'équipement des Houillères françaises avec de puissantes machines, les mines de Carvin, les chevalements des Houillères françaisesou les chemins de fer industriels. Auprès de médias télévisés, il relate son expérience de bénévole pour la préservation et la transmission de la mémoire.

### Vie associative
Jean-Marie Minot est membre actif de deux associations à Oignies, l’une préservant le patrimoine minier, l’autre le patrimoine ferroviaire.

#### L'Acccusto Seci du 9-9 bis d’Oignies
La fosse no 9 - 9 bis est une ancienne mine de la Compagnie des mines de Dourges. C’est sur ce site qu’eut lieu la fermeture de la dernière exploitation de fond des Houillères du Nord—Pas-de-Calais, le 21 décembre 1990. L’Acccusto Seci (Association pour la Création du Centre de Culture Scientifique d’Oignies sur les Sécurités Industrielles) est créée en 1992. Elle regroupe d’anciens mineurs et des passionnés de la mine, qui restaurent et entretiennent les principaux éléments de la fosse (machines d’extraction, compresseurs, etc.). Jean-Marie Minot, membre depuis la création, est actuellement président de l’association. Il assure, entre autres, les visites commentées lors des Journées européennes du patrimoine.
Le site Unesco du 9 - 9 bis d’Oignies accueille également le Métaphone, salle de spectacle.

#### Le Centre de la Mine et du Chemin de Fer d'Oignies
Le Centre de la Mine et du Chemin de Fer (CMCF) d'Oignies est une association déclarée au titre de la loi de juillet 1901, qui vise à la préservation, la conservation et la mise en valeur du patrimoine ferroviaire. On y retrouve différentes échelles et notamment des locomotives électriques et diesel à échelle réelle. Les bénévoles du CMCF s’occupent de matériel SNCF, ainsi que d’une Super Pacific de la Compagnie des chemins de fer du Nord, devenue SNCF région Nord.
Le CMCF entretient également une locomotive diesel 040 DE qui vient des Houillères, la seule encore existante qui a été repeinte aux couleurs d’origine HBNPC.

## Publications
Jean-Marie Minot est auteur de différents livres sur le patrimoine minier et ferroviaire.
- 1991 : co-auteur avec Guy Dubois, Histoire des Mines du Nord et du Pas-de-Calais, tome 1, auto-édition[20].
- 1992 : co-auteur avec Guy Dubois, Histoire des Mines du Nord et du Pas-de-Calais, tome 2, auto-édition[21].

Jean-Marie Minot a aussi écrit des articles sur les mines et les chemins de fer industriels dans des revues telles que l' Écho des Berlines, Chemins de fer régionaux et urbains renommée Transports et patrimoine ferroviaires en 2021, Voie Étroite, etc. Il fait par ailleurs l'objet de nombreuses publications dans la presse : l' L'Humanité Magazine,, RetroNews, la Voix du Nord,, La Croix, etc.
Depuis 2021, il est co-auteur avec Didier Vivien de plusieurs ouvrages sur le patrimoine minier ou ferroviaire, publiés aux éditions de l’Escaut.
- 2021 : co-auteur avec Didier Vivien, Le groupe d’exploitation de Douai, collection Pays et paysages industriels, tome 1, éditions de l'Escaut, 368 p.  (ISBN 9782957803507)[30]
- 2022 : co-auteur avec Didier Vivien, et avec la participation d'Yves Le Maner, Le groupe d’exploitation de Lens-Liévin, collection Pays et paysages industriels, tome 2, éditions de l'Escaut, 392 p.  (ISBN 9782957803521)[31]
- 2022 : co-auteur avec Guy Dubois, Histoire du charbon dans le Bassin du Nord-Pas-de-Calais, éditions L'Harmattan, 332 p.[32]
- 2023 : co-auteur avec Didier Vivien, Les groupes d’exploitation d’Hénin et Oignies, collection Pays et paysages industriels, tome 3, éditions de l'Escaut, 392 p.  (ISBN 9782957803538)[33]
- 2023 : co-auteur avec Didier Vivien, et avec la participation de Patrick Étiévant et Anne Callite, Les chemins de fer du charbon, éditions de l'Escaut, 384 p.  (ISBN 9782957803545)[34]
- 2024 : co-auteur avec Didier Vivien, et avec la participation de Benoît Goffinet et d'Yves Le Maner, Le groupe d'exploitation de Béthune, collection Pays et paysages industriels, tome 4, éditions de l'Escaut, 288 p.[35]